# Hemiceras sabis
Hemiceras sabis är en fjärilsart som beskrevs av Achille Guenée 1852. Hemiceras sabis ingår i släktet Hemiceras och familjen tandspinnare. Inga underarter finns listade i Catalogue of Life.